# گر (اکلاهما)
گر(به انگلیسی: Gore) شهری در ایالت اکلاهما کشور ایالات متحده آمریکا است که جمعیت آن در سرشماری سال ۲۰۱۰ میلادی، ۹۷۷ نفر بوده‌است.